# Storkräftor

Schematisk teckning av storkräftornas byggplan (engelska).

Storkräftor (Malacostraca) är med cirka 24 000 arter den största klassen i understammen kräftdjur. De första fossilen för klassen finns från kambrium, alltså från för 510 till 540 miljoner år sedan.

## Anatomi
Huvudet består av 6 segment och har två par antenner. Ögonen sitter på rörliga stjälkar. Mellersta kroppen består av 8 segment och dessa bär var för sig ett benpar. Bakkroppen består av 6 segment. Storkräftor har en magsäck med två kamrar, som de har för att smälta olika sorters mat med, som alger och i vissa fall till och med stenar som de utvinner mineraler ur.

## Systematik
Klass Malacostraca
- Underklass Eumalacostraca
  - Överordning Eucarida
    - Ordning Amphionidacea
    - Ordning Decapoda – Tiofotade kräftdjur (bland annat kräftor, humrar, krabbor, räkor)
    - Ordning Euphausiacea – Lysräkor (bland annat krill)

  - Överordning Peracarida
    - Ordning Amphipoda (Märlkräftor)
    - Ordning Cumacea (Cumaceer)
    - Ordning Isopoda (Gråsuggor)
    - Ordning Lophogastrida
    - Ordning Mictacea
    - Ordning Mysida (Pungräkor)
    - Ordning Spelaeogriphacea
    - Ordning Tanaidacea (Tanaider)
    - Ordning Thermosbaenacea

  - Överordning Syncarida
    - Ordning Anaspidacea
    - Ordning Bathynellacea
    - Ordning † Palaeocaridacea
- Underklass Hoplocarida
  -     - Ordning Stomatopoda – Mantisräkor
- Underklass Phyllocarida
  -     - Ordning † Archaeostraca
    - Ordning † Hoplostraca
    - Ordning Leptostraca